# Franziska van Almsick
Franziska van Almsick (Berlim, 5 de abril de 1978) é uma nadadora alemã, ganhadora de dez medalhas em Jogos Olímpicos.
Com quatro pratas e seis bronzes (10 medalhas), ela detém um recorde curioso: Considerando atletas masculinos e femininos, ela é a maior medalhista olímpica a nunca ter conquistado um ouro, considerando masculino e feminino.
Ganhou sua primeira medalha olímpica com apenas 14 anos em Barcelona 1992. Ganhou 18 medalhas de ouro em Campeonatos Europeus, entre 1993 e 2002. Encerrou a carreira nas Olimpíadas de Atenas em 2004.
Foi recordista mundial dos 200 metros livres entre 1994 e 2007.
Foi eleita "Nadadora do Ano" pela revista Swimming World Magazine em 1993.